# Flights of Fantasy Parade
Flights of Fantasy Parade est une parade de jour du parc Hong Kong Disneyland situé sur l'île de Lantau à Hong Kong. La Flights of Fantasy Parade a été lancée le 18 janvier 2011 à l'occasion des 5 ans du parc. Elle remplace la Disney on Parade.

## La parade
- Première représentation : 18 janvier 2011

La parade débute à Fantasyland près de l'entrée du Storybook Theatre et prend fin près du City Hall de Main Street. Lors de son parcours, elle fait deux arrêts pour permettre des interactions avec le public. Elle comprend 7 unités avec les plus célèbres personnages des films de Disney et plus de 100 artistes, danseurs et acrobates. Elle a été conçue l'imagineur Steve Davidson, en collaborations avec des Cast members de plusieurs autres parcs. La costumière Mirena Rada participa a la création des costumes de la parade.
La bande son accompagnant la parade Flights of Fantasy est chanté en anglais et en cantonais. La musique énergique inclus des airs Disney connus en rapport avec certains chars comme "Zip-A-Dee-Doo-Dah", "Someday My Prince Will Come", "Once Upon a Dream", "Beauty and the Beast", "I Just Can't Wait to Be King", "I Wan'na be Like You", "You Can Fly!", "Hawaiian Roller Coaster Ride", "You've got a friend in me".
Les chars :
- Le char d'ouverture avec le nom de la parade est surmonté par Dumbo.
- Le dirigeable magique de Mickey : Mickey ouvre le bal de cette parade dédiée au vol à bord de son dirigeable nommé “Flights of Friendship”. Il est accompagné sur ce char de ces amis Minnie, Dingo, Pluto, Donald et Tic et Tac.
- Pris dans un rêve éveillé : Basé sur l'univers de Winnie l'ourson, ce char est composé de deux parties. La première présente Winnie dans une montgolfière constituée d'un immense pot de miel. Sur le char suivant, 4 acrobates habillés en abeilles sont suspendus à des élastiques et font quelques figures aériennes autour d'autres gros pots de miel.
- La romance prend son envol : Ce char est dédié aux princesse Disney. Sur le dos d'un immense cygne blanc, Blanche-Neige, Belle, Cendrillon et princesse Aurore saluent l'assistance.
- Jumpin' Jungle Jam : Principalement inspiré par le Livre de la Jungle et Le Roi lion, ce char composé en deux parties présente dans un décors de jungle plusieurs personnages comme Baloo, le Roi Louie, Rafiki, Timon et Tantor de Tarzan. Là encore, quelques danseurs acrobates, déguisés en singes font quelques acrobaties, suspendus à des élastiques sous un arbre habité par plusieurs animaux du Roi Lion et surmonté par Simba.
- La magie de la poussière de fée : Dédié aux fées, ce char s'inspire principalement de l'univers de la fée Clochette.
- Hangin' Ten and Ridin' High : Basé sur le film Lilo & Stitch la structure présente une grande balancelle sur laquelle des surfers hawaïens naviguent.
- Vers l'infini et au-delà : Le dernier char est consacré à l'univers de Toy Story. Précédé par Woody et Jessie, le char présente Buzz l'Éclair à bord de son vaisseau spatial, entouré d'autres jouets comme Rex, les soldats verts et Bayonne.

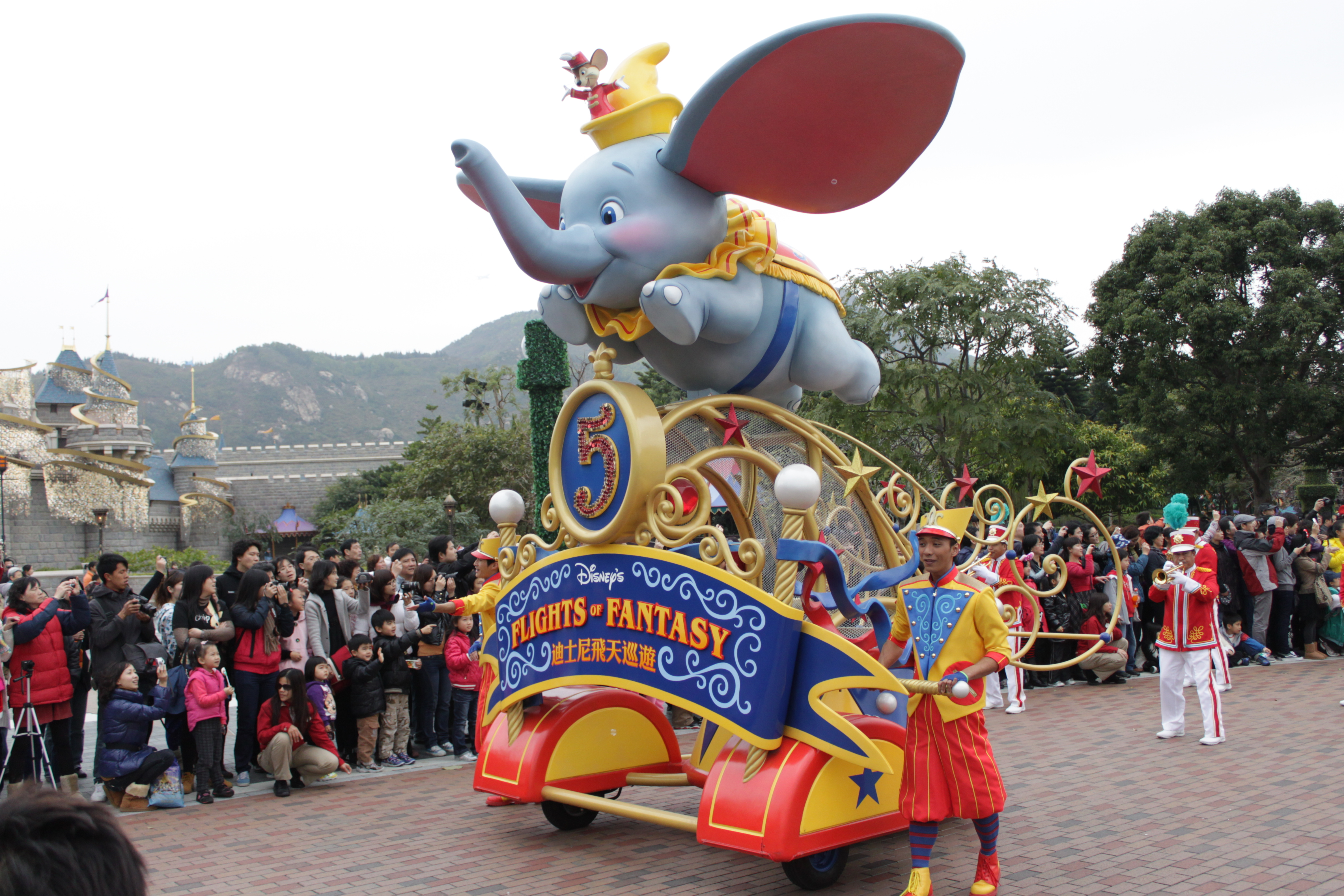
Ouverture de la parade
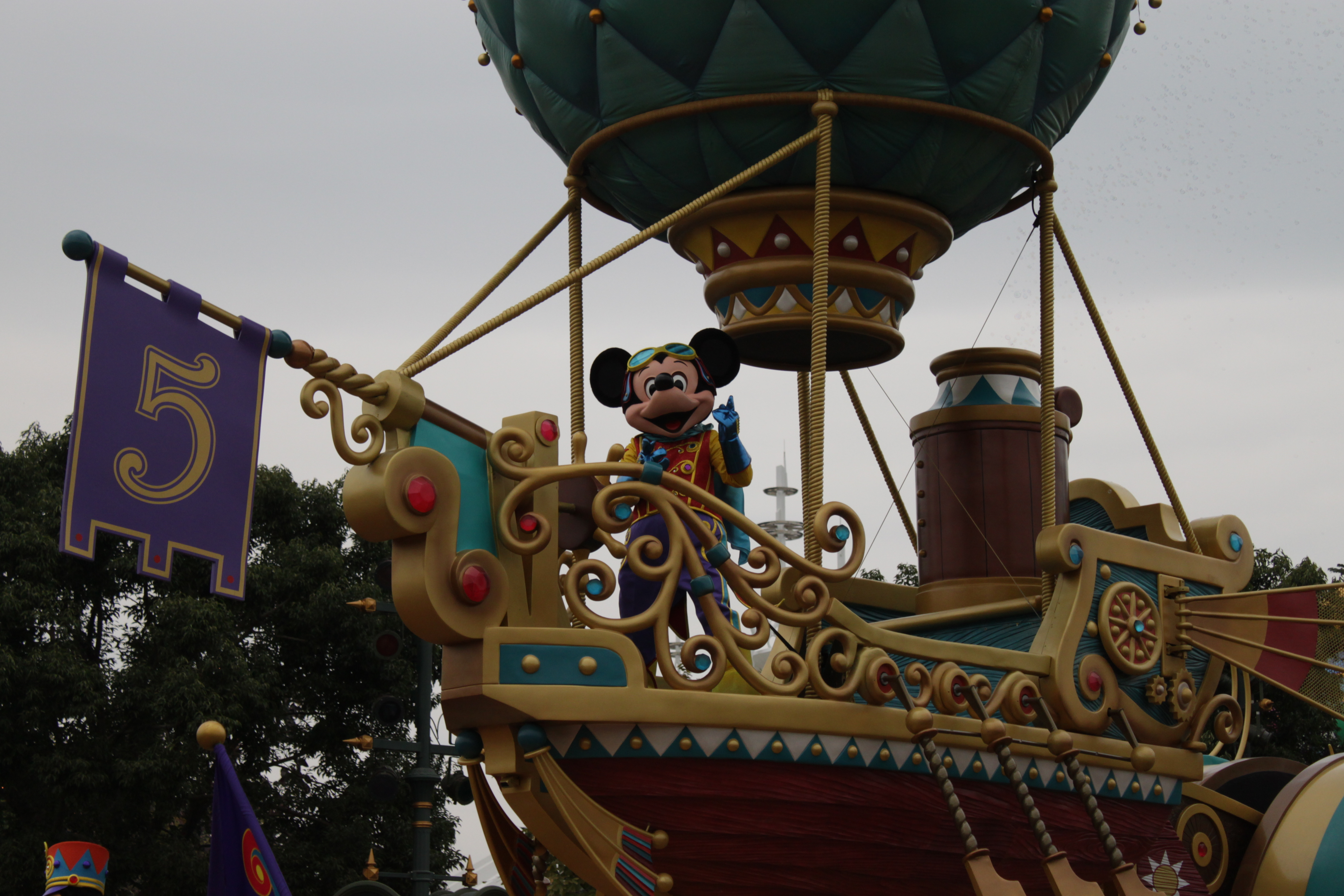
Mickey conduisant son dirigeable
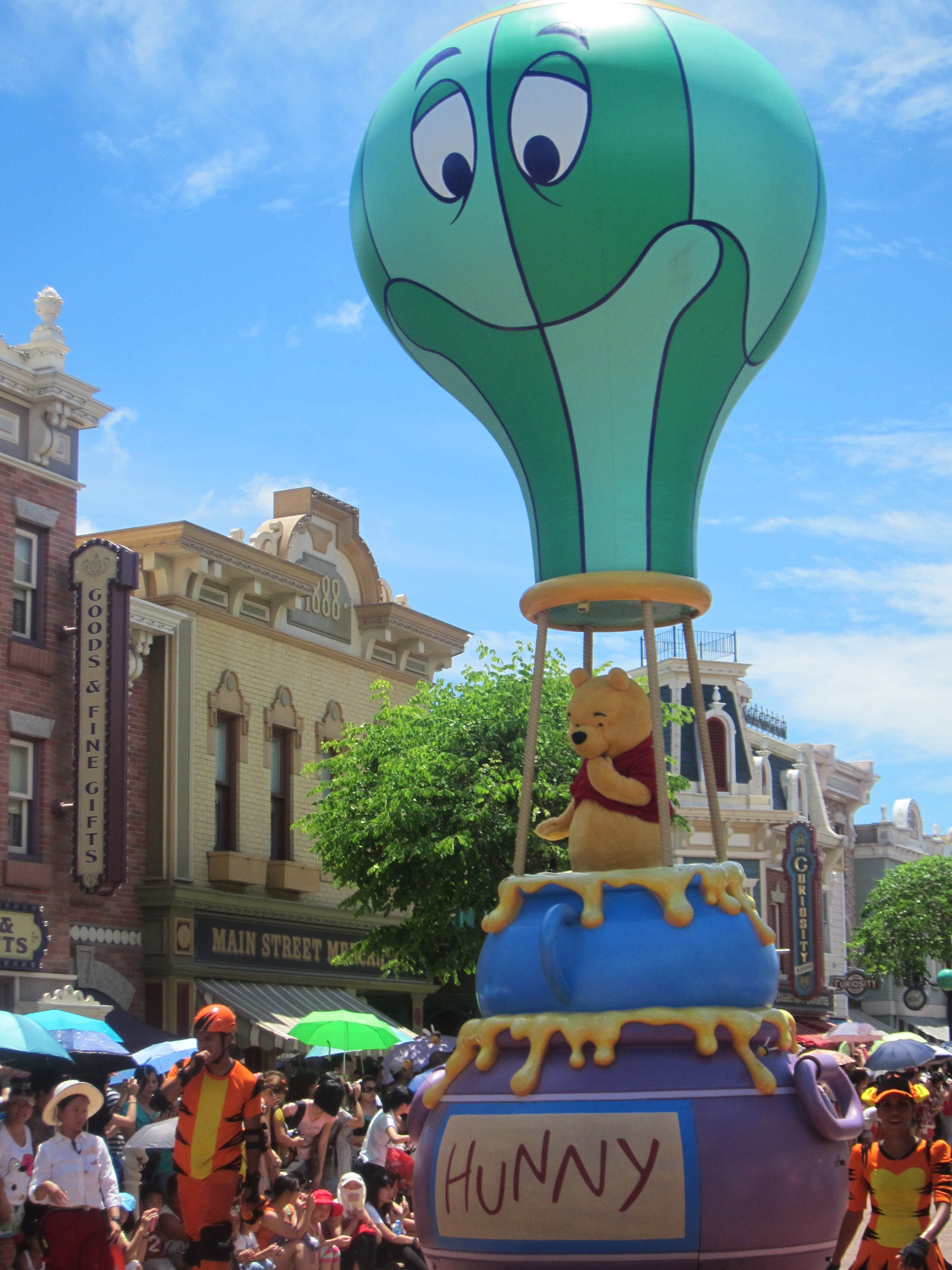
Winnie à bord de sa montgolfière
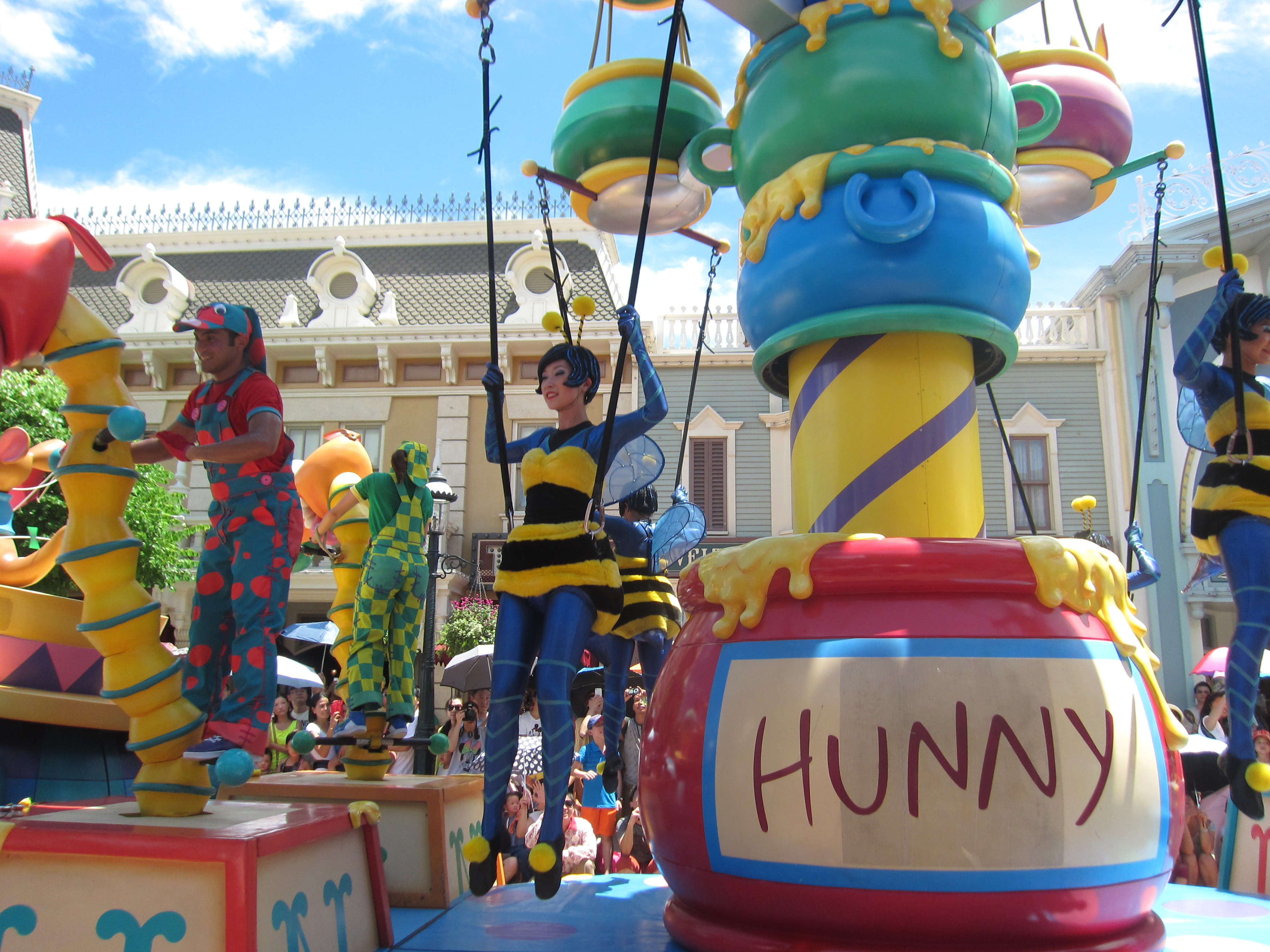
Deuxième partie du char de Winnie l'ourson
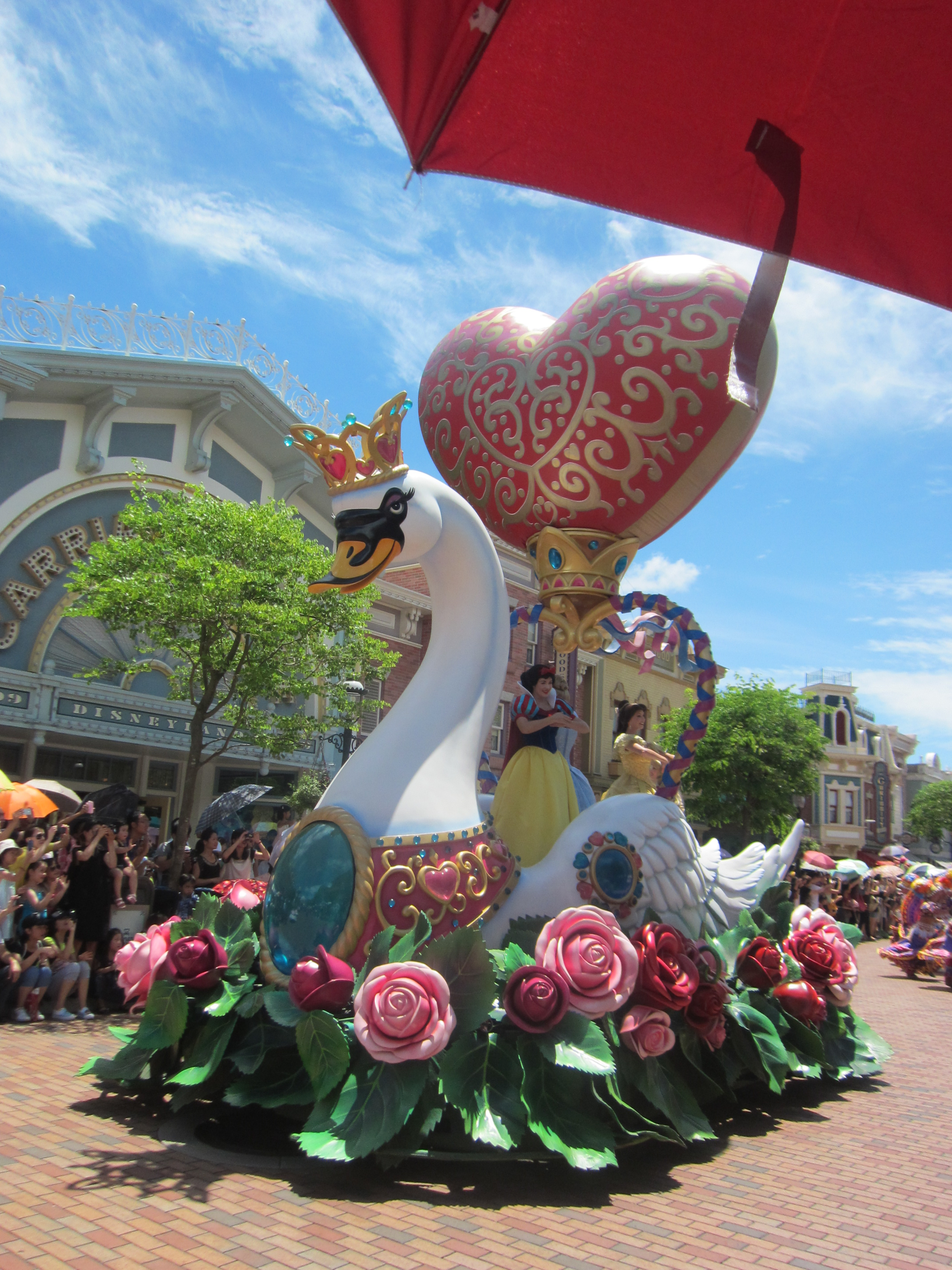
Le char dédié aux princesses Disney
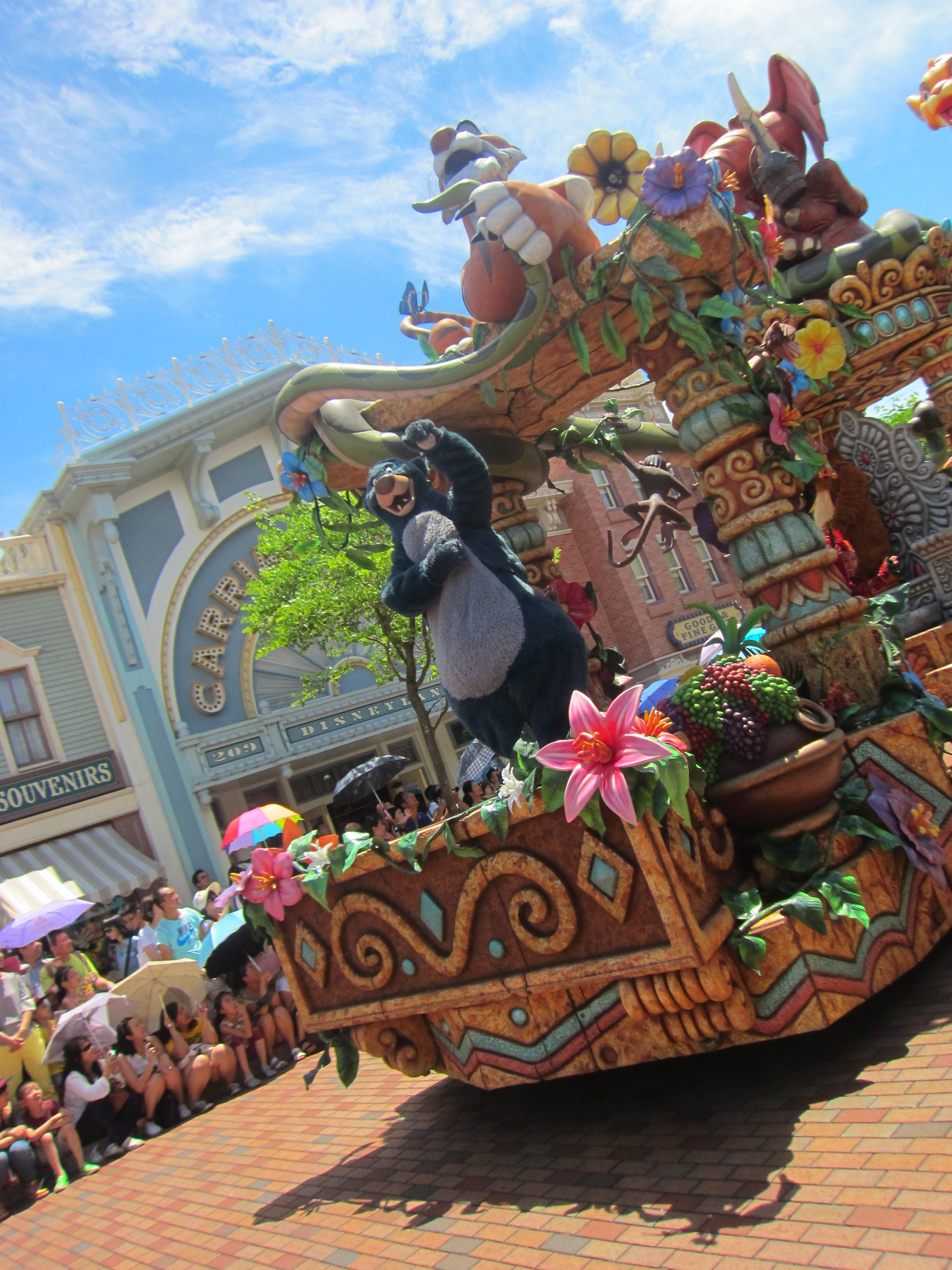
Jumpin' Jungle Jam avec Baloo
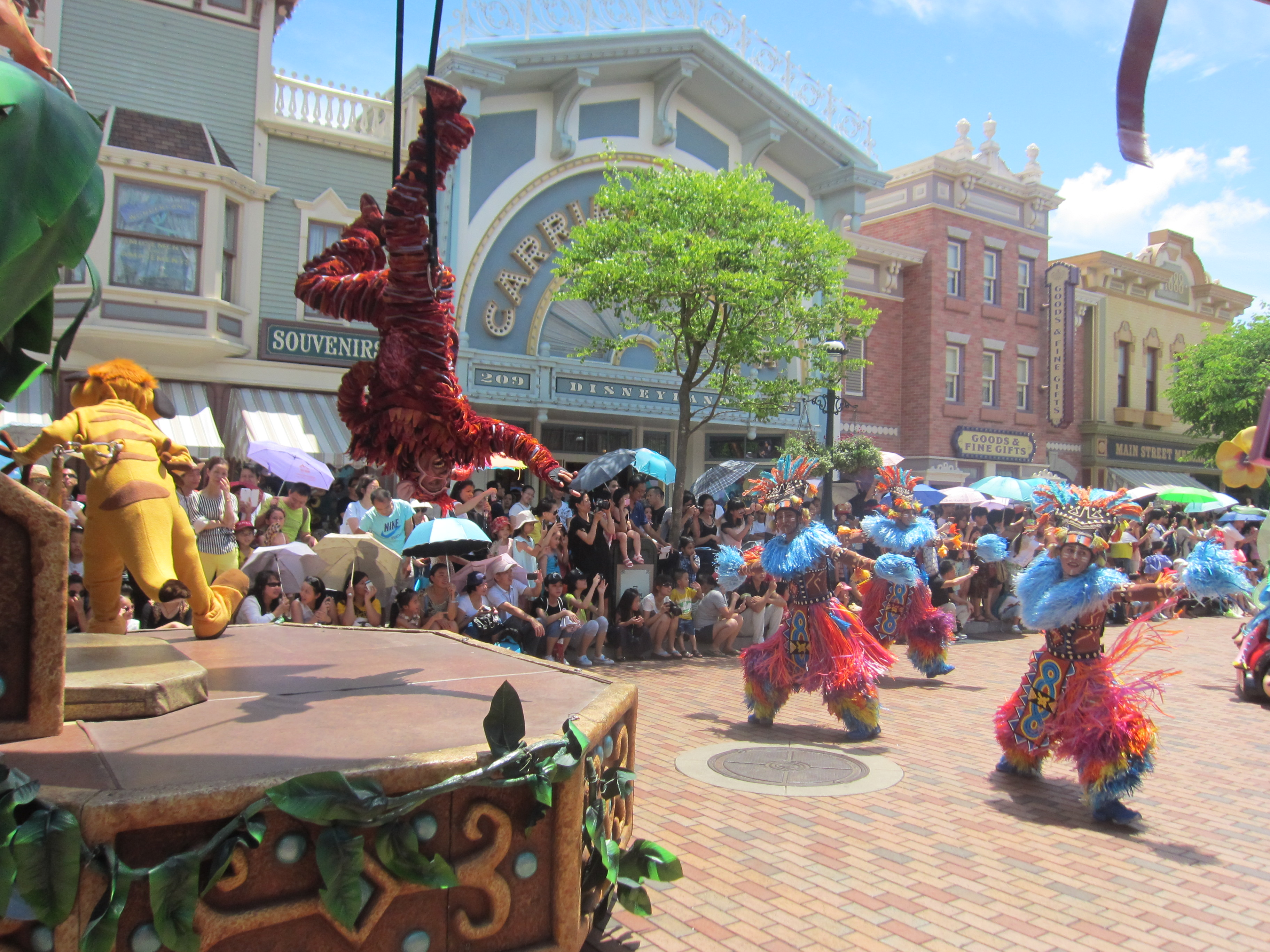
Acrobates et danseurs
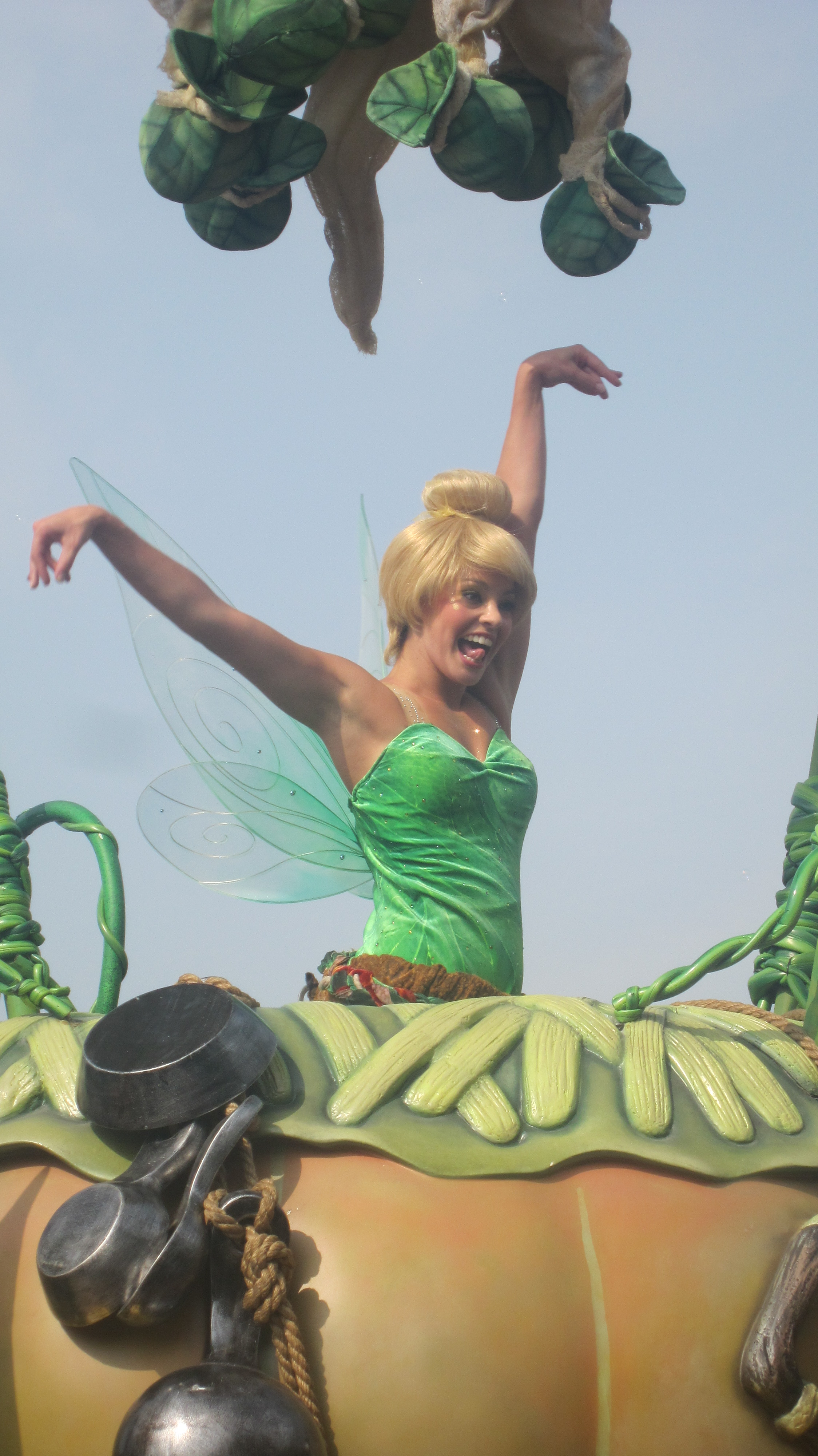
La fée Clochette
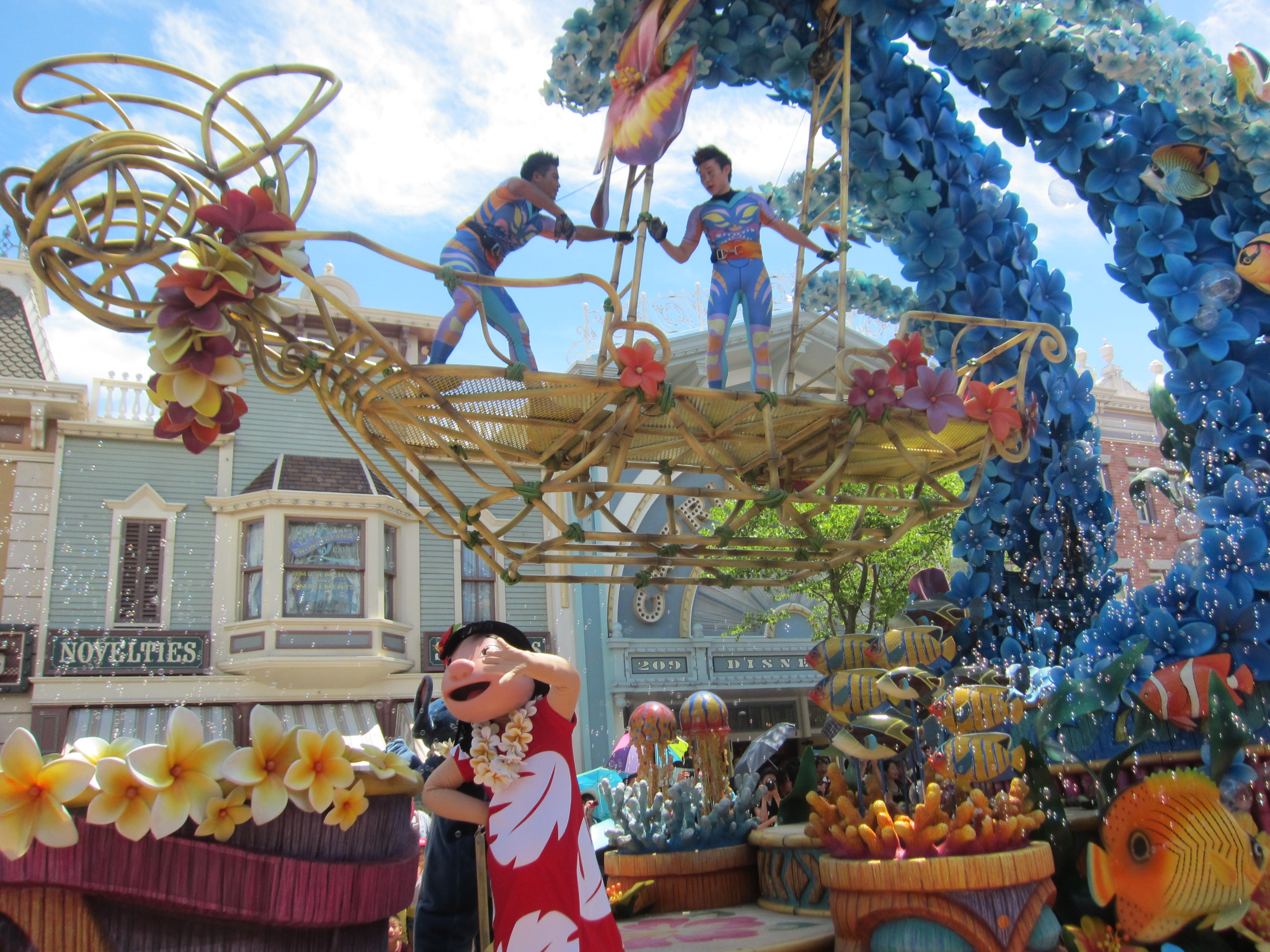
Hangin' Ten and Ridin' High
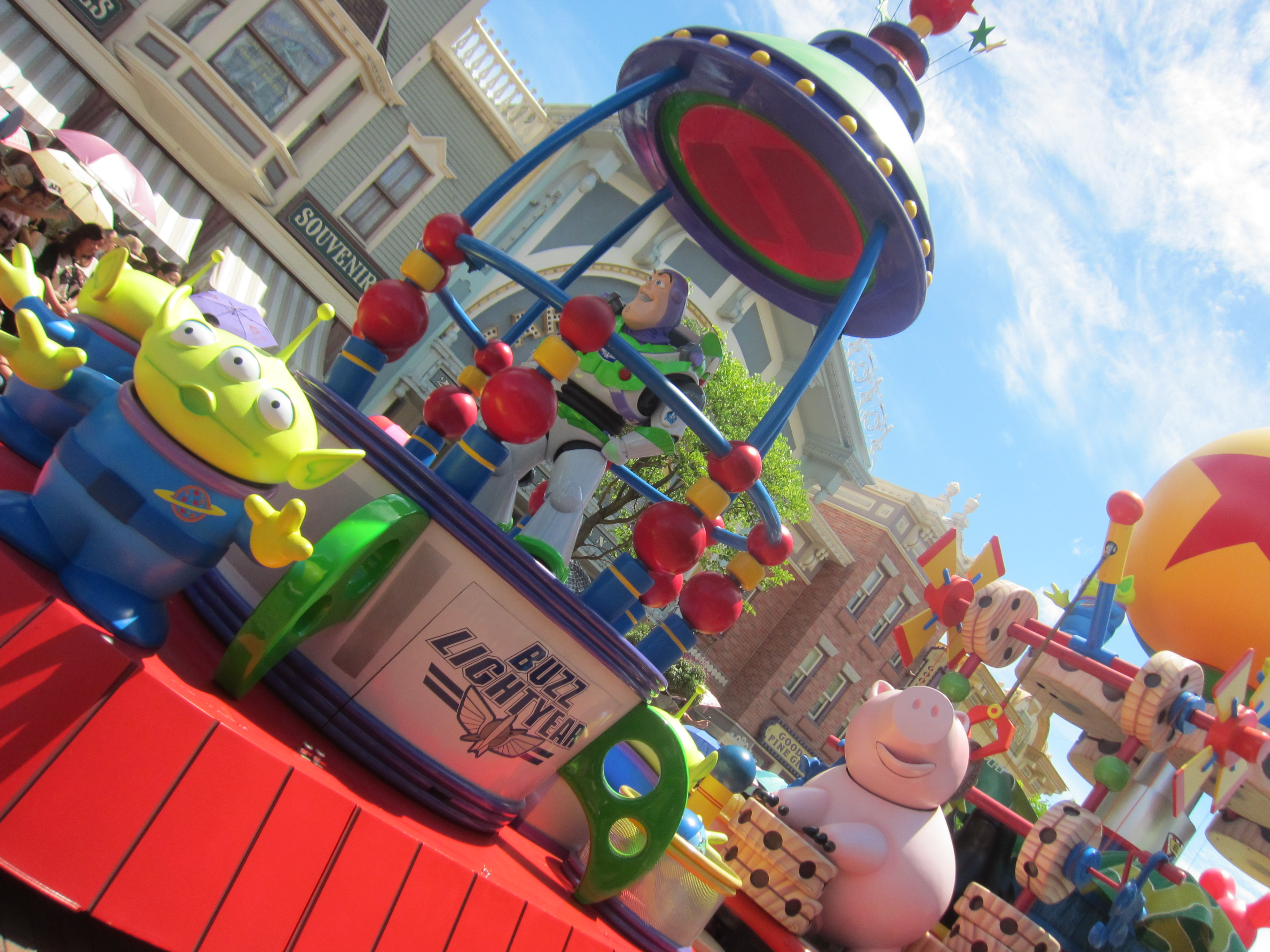
Buzz sur le char dédié à Toy Story